# Kupalo
Kupalo je poletni ljudski praznik, poznan tudi pod imeni kres, kresni večer, ivanje, šentjanževo, poletni sončni obrat, poletni solsticij, ki se praznuje na večer iz 24. na 25. junija. Praznovanje kupala oziroma kresnega večera sloni na čaščenju najdaljšega dneva v letu, ki je na poletni solsticij, čeprav se dejansko zgodi že nekaj dni prej, 21. junija.

## Izvori
Kupalo je star praznik, ki je poznan večini kultur na svetu, saj je povezan z letnim ciklom. Poletni sončni obrat so praznovale že stare civilizacije, poznan je bil Rimljanom, Grkom in Indoevropejcem. Beseda kupalo je vseslovanska in jo pod istim ali podobnim imenom poznajo vsi Slovani. Beseda ima več poskusov etimologije. Po mnenju nekaterih kupalo pomeni kopati se, ker je kopanje v reki bilo vedno del kupalskih obredov. V. Toporov pa je pokazal, da je lahko *koup-ĕti  od »goreti, vreti, jeziti se, strastna želja«. Bolgarsko 'kupalo' pomeni požar. Drugo slovensko ime za sončni obrat je kresni večer. N. Mikhailov je pokazal, da lahko beseda kres izhaja iz kres v pomenu ogenj ali »kresati se« v pomenu prepir, pretep, kar naj bi se skladalo z lastnostimi slovenskega mitičnega bitja Kresnika, ki se pojavlja na ta večer in se bori z vedomci, njemu nasprotnimi bitji .
Na kupalo lahko opazujemo navidezno igro sonca. Do tega dne se dan daljša, nato pa sonce »obstane«, saj pride do svojega skrajnega položaja. Od tega dne naprej se dan krajša. Na kupalo zato sonce obstane več dni in se ne daljša in ne krajša. Odmev tega vidimo v folklori, kjer se to zrcali v ljudskih pesmih in povedkah. 

## Folklora
Poleg jurjevega je kupalo eden najbolj ohranjenih tradicionalnih praznikov ter hkrati tudi najpomembnejših praznikov v letnem ciklu. Na ta dan doseže sonce svojo najmočnejšo moč, zato predstavlja kupalo oziroma kresni večer v slovstveni folklori enega najpomembnejših praznikov. Med Slovani je praznik poznan tudi kot Ivan Kupala, v Sloveniji pa kot ivanje. Na ta dan so poznani kresovi, ki so jih prižigali na vrhu hribov, zato so temu prazniku pravili tudi zgolj »kres«. V slovenski folklori se s tem dnevom povezuje mitološki lik Kresnika, ki se v povedkah bori s Kačjo kraljico ali »krivimi kresnikami«. Kresnik je v folklori poznan tudi Hrvatom v Istri in ponekod v Dalmaciji. Na kupalo so bili poznani tudi obhodi deklet, ki so pele od hiše do hiše kresne pesmi in so bile poznane pod imeni Ladarice ali Kresnice.
Na kupalo je poznano mnogo verovanj v čudežno moč ognja, vode in noči. Na ta dan lahko človek razume jezik živali in rastlin, če mu v žep nevede pade praprotno seme. Praprot je najpomembnejša kupalska rastlina. V Sloveniji so jo na ta dan zatikali po hišah, da bi varovala domove. Na ta dan v mnogih slovanskih povedkah kačji kralj zbere vse kače. Prav tako se v povedkah kaže kupalski čas kot vrhunec dozorevanja rastlin, saj imajo na ta dan največjo moč. Kupalo je skratka letna meja, kar se kaže v mnogih verovanjih. Na ta dan je odprto nebo in zaradi tega možen prehod v onstranstvo in stik z bogovi. 
Na kupalo so bili široko razširjeni venci, ki so jih pletla dekleta. Venci so po ljudskem verovanju imeli čudežno moč. Prav tako so na ta dan kurili sončna kolesa.

## Mitologija
R. Katičić je na podlagi slovanskih in baltskih ljudskih pesmi rekonstruiral starejšo mitološko vsebino kupalskega praznika. Meni, da se na ta dan Jarilo spremeni v Ivana Kupala in se poroči v incestno zvezo s svojo sestro Maro. Nebeška poroka med Ivom/Ivanom in Maro naj bi se zrcalila v ljudskih pesmih. Poročna noč, ki bi se med mitičnima bitjema zgodila na kresni večer, bi povzročila, da bi se v letnem ciklu njun otrok rodil na drug ljudski praznik, pomladno enakonočje 21. marca, skupaj z rojstvom narave. 
N. Mikhailov je na podlagi slovenskih povedk o Kresniku postavil hipotezo, da je Kresnik kasnejša podoba nekdanjega slovanskega gromovnika Peruna. Kresnik ima namreč v povedih, ki jih je zbral iz starejših virov J. Kelemina, lastnosti ubijanja s strelo, prinašanje dežja in plodnosti, preganjanje kačjega nasprotnika in letenje po zraku, kar se pripisuje tudi slovanskemu gromovniku. Iz tega je Mikhailov zaključil, da lahko povedke o borbi Kresnika s Kačjo kraljico pomenijo slovensko različico t. i. »glavnega mita«, borbe nebesnega gromovnika s htonsko kačo oziroma Peruna z Velesom. 

## Neopoganstvo
V rodnoverju je kupalo najpomembnejši praznik, tako pri Slovanih kot tudi pri ostalih Evropejcih. Kupalo je najpomembnejši praznik med štirimi letnimi mejami.

## Krščanstvo
V krščanstvu je nekdanji praznik pokristjanil sv. Janez (Ivan) Krstnik. Praznik je ravno na polovici leta od zimskega sončnega obrata, ki ga je prekril božič. V  cerkvi sv. Janeza Krstnika v Šebreljah je nad oltarno mizo še vedno napisano Janez Kresnik, kar lahko kaže na nekdanjo čaščenje sončnega Kresnika. 